# جشنواره فیلم‌های اسپانیایی مالاگا

جشنواره فیلم‌های اسپانیایی مالاگا (اسپانیایی: Festival de Málaga de Cine Español‎) که با عنوان جشنواره فیلم مالاگا هم شناخته می‌شود، نام یک جشنوارهٔ سینمایی در کشور اسپانیاست که به تولیدات سینمایی در این کشور اختصاص دارد و به منظور اعتلای آن، بنیان نهاده شده است.
این جشنواره از سال ۱۹۹۸ آغاز به‌کار کرد و همه‌ساله، با تمرکز بر تولیدات سینمایی سال گذشتهٔ میلادی، جوایزی را در شاخه‌های گوناگون به برگزیدگان اهدا می‌کند.